# Offenhauser
Offenhauser Racing Engine conhecida como Offenhauser (conhecido localmente como Offy), foi uma fabricante de motores clássica, que se notabilizou principalmente históricamente pelas suas participações em competições nos monopostos dos Estados Unidos durante um ciclo que vai da década de 1930 até a década de 1970 e esta fabricante de motores faz parte da tradição centenária das 500 Milhas de Indianápolis. Foi fundada em 1933 pelo engenheiro Fred H. Offenhauser e se manteve competiu em campeonatos de monopostos até o ano de 1983.E a marca ainda é popular entre midget e sprint cars.

## História

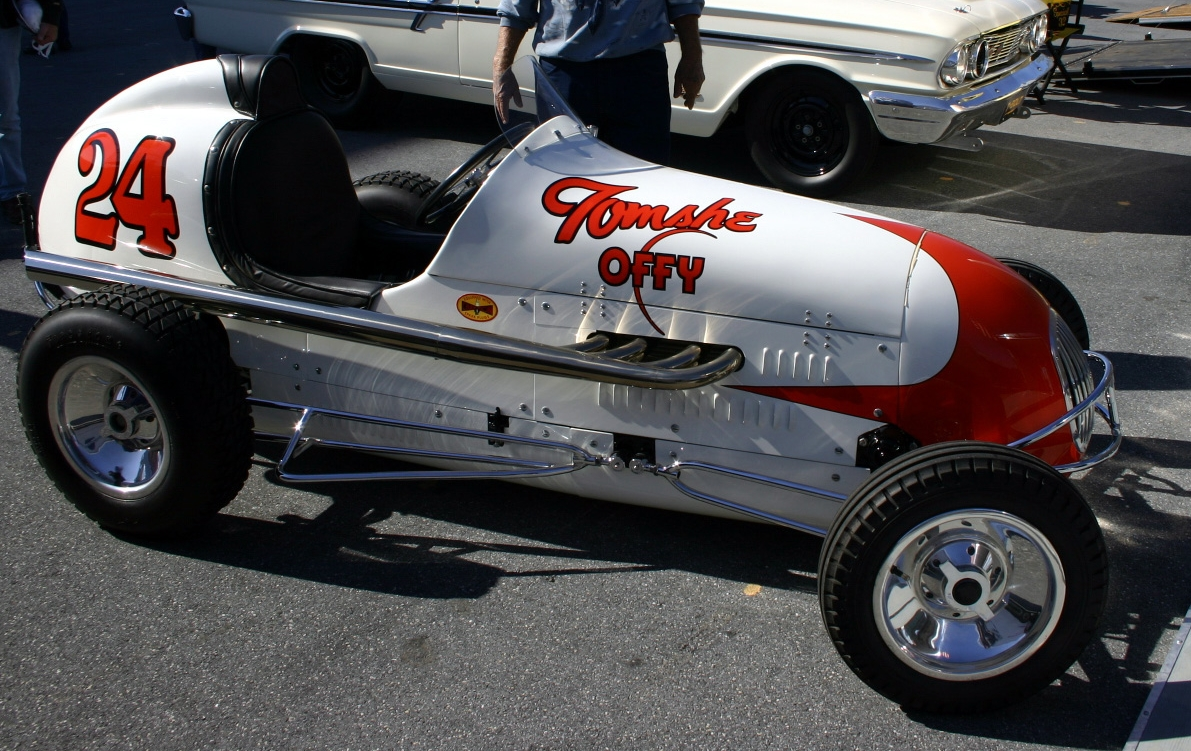
Um Offenhauser sprint "midget"

A Offenhauser conseguiu vencer mais corridas das 500 Milhas de Indianápolis, totalizando 28 corridas, adicionando-se o fato que nenhum motor venceu tanto a corrida tradicional em Indianapolis Motor Speedway. O próprio Fred Offenhauser não foi visto frequentemente em Indianápolis. Um dos fatores apontados para o sucesso do motor Offenhauser e popularidade foi a sua potência naquela época. Um motor com 4128,29 centímetros cúbicos DOHC de quatro cilindros de corrida, que poderia produzir 420 cv e 6.600 rpm. 
Durante o período de 1950-1960, quando as 500 Milhas de Indianápolis contavam pontos para o Mundial de Fórmula 1, a fabricante de motor venceu a Indy 500 e alcançou todas as três posições do pódio, vencendo a pole position em 10 dos 11 anos.
Sua forte supremacia entre 1935 até 1976, período durante tantas temporadas se haviam outros fabricantes de motor e ela inicia na categoria rivalizando com Miller, que desde 1922 detinha uma supremacia de destaque quando foi contrastada com a aparição da motor Cosworth e outros posteriormente nas décadas de 80. Quando a Ford entra em cena em 1963, o Offenhauser começou a perder seu domínio sobre as corridas da Fórmula Indy, embora tenha permanecido um vencedor competitivo até meados da década de 1970, mesmo com o advento do motor turbo ainda na década de 60. 
Com o monoposto com potência em 1.000 cavalos, utilizando cerca de 44,3 psi de pressão poderiam ser alcançadas na metade da década de 70. O último monoposto com quatro cilindros de 2,65 litros no motor, restrito a 24,6 psi Boost, produzido 770 cv a 9.000 rpm. A vitória final do Offenhauser veio em Trenton em 1978, no Wildcat de Gordon Johncock. A última vez que um carro Offenhauser correu foi em Pocono Raceway em 1982 para as 500 Milhas de Pocono, em um chassis Eagle impulsionado por Jim McElreath, embora dois chassis Vollstedt com os motores Offenhauser não conseguindo se classificar para as 500 Milhas de Indianápolis de 1983.

## Resultados como equipe própria
| Ano  | Construtor | Chassi             | Motor       | Pneus | Nº | Pilotos    | Classificação |
| ---- | ---------- | ------------------ | ----------- | ----- | -- | ---------- | ------------- |
| 1950 | Deidt      | Tuffanelli Derrico | Offenhauser | F     | 31 | Mauri Rose | 3º lugar      |

## Ligações Externas
- Offenhauser - The legendary racing engine and the men who built it, editora MotorBooks International, em inglês